# マイコラ・レオントーヴィッチュ
マイコラ・レオントーヴィッチュ（ウクライナ語：Мико́ла Дми́трович Леонто́вич、1877年12月13日 - 1921年1月23日、ミコラ・レオントヴィッチ、ニコライ・レオントヴィッチとも）はウクライナの作曲家、合唱指揮者。教会音楽、民謡の編曲を主としたアカペラ合唱音楽を専門に活動した。
英語圏でよく知られ、よく演奏されるクリスマスソングのキャロル・オブ・ザ・ベルは、彼がウクライナ民謡の『シュチェドルィック』を合唱用に編曲・紹介した曲に、英語で原曲と異なる歌詞を付けたものである。この曲に限らず、彼の音楽は今日でもウクライナとウクライナ系の人々の間でよく演奏されている。
1921年にソビエト連邦のスパイに暗殺され、ウクライナ独立正教会の殉教者としても名を連ねている。
彼の手による作曲、編曲は存命中から、ロシア帝国のウクライナ周辺でプロ、アマチュアを問わず流行していた。西ヨーロッパに彼の音楽が紹介されると、フランスでウクライナのバッハと呼ばれるようになった。

## 生涯

### 幼少期と教育
レオントーヴィッチュはロシア帝国の支配下にあったウクライナ、ポジーリャ県のセレヴェインツィに近いモナスティロクで、父親、祖父、曽祖父の3代に渡り村の司祭をしている家系に生まれ育った。彼の父親のドミトリー・フェオファノヴィッチ・レオントーヴィッチュ (Дмитра Феофановича Леонтовича) は学校で合唱を指揮しており、歌だけではなく、チェロ、コントラバス、ハーモニウム、ヴァイオリン、ギターなど多くの楽器を演奏することができた。その父親と、歌手をしていた母 マリア・ヨシフォヴナ・レオントーヴィッチュ (Марія Йосипівна) から音楽の手ほどきを受けた。
兄妹達も音楽の道に進んだ。弟はプロの歌手となり、妹のマリアはオデッサで音楽を学び、オレーナはキエフ音楽院でピアノを学び、ヴィクトリアはいくつもの楽器を演奏した。
1879年の夏ごろ、バール地区のバール郊外シェルシュニ村にできた新しい教区に移り、そこで子供時代を過ごした 。1887年にネムィーリヴのギムナジウムに入学した。しかし1年後に父親が、経済的理由から全額の援助を受けることができたシャールホロドの宗教学校に転校させた。レオントーヴィッチュはそこで歌を習得し、難解な宗教的合唱曲を読みこなすようになった。

### 神学校

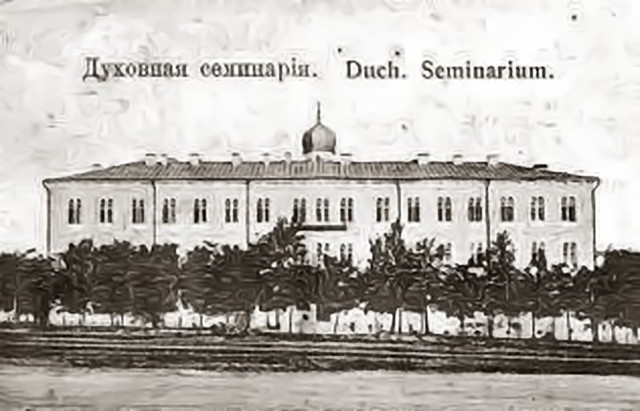
ポジーリャの神学校 1865年

1892年から、彼の父親と祖父も通ったカームヤネツィ＝ポジーリシクィイの神学校で学び始めた。弟のオレクサンドルも同じ学校に入学し、彼の2年後に卒業している。そこにいる間レオントーヴィッチュはヴァイオリン練習に励み、また、様々な楽器の演奏方法を身につけた 。校内の聖歌隊に所属し、3年次の時に創設されたオーケストラにも所属して卒業までヴァイオリンを演奏し続けた。
在学中に聖歌隊の指揮者が亡くなり、学校側はレオントーヴィッチュに合唱団の指揮を引き継ぐよう依頼した。聖歌隊の指揮者となった彼は、それまでの伝統的な教会音楽のレパートリーに世俗音楽を追加した。その中には、ミコラ・リセンコ、ポルフィリ・デムツキー、そして彼自身がアレンジしたウクライナの民謡も含んでいた。1899年に神学校を卒業すると、父や祖父と異なり音楽教師となった。

### 初期の音楽と家族

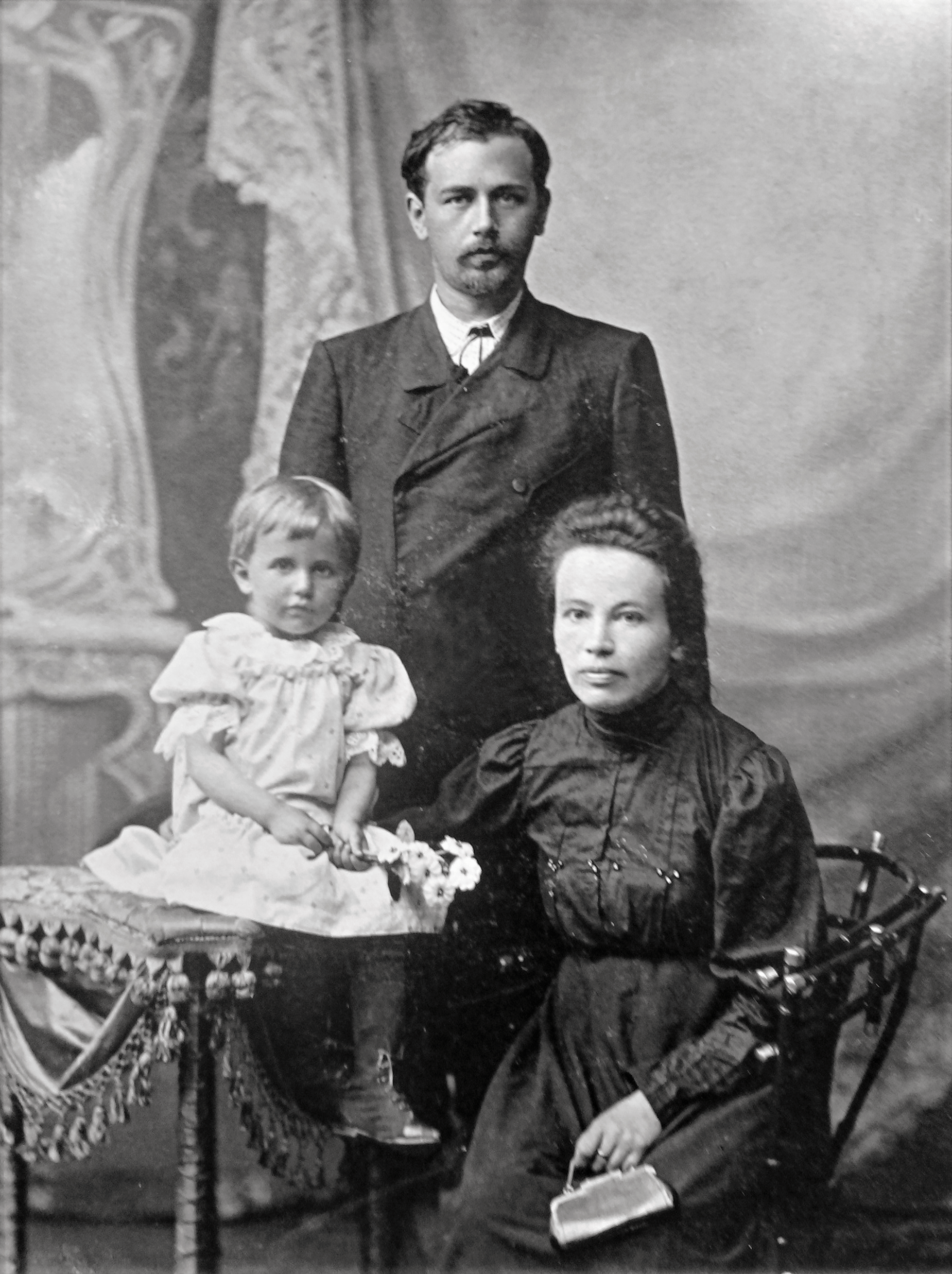
レオントーヴィッチュ、妻、娘と共に

当時のウクライナでは、音楽の職では安定した収入を得ることができず、レオントーヴィッチュは職を転々とした。継続した収入を得るため、卒業後の数年間はキエフ、エカテリノスラフ県、ポジーリャ県で働いていた。卒業して最初に就いた職は、チュキフ村（Chukiv、現在のヴィーンヌィツャ州）の高校での音楽と数学の教師だった。
この頃彼はウクライナの民謡の転写と編曲を行い、『ポジーリャからの最初の曲集』(Першуз біркупісеньз Поділля) を出版し、次の曲集に取り掛かり始めた。学生達には聖歌隊で歌い、オーケストラで演奏することを勧めた。後にキエフ音楽院の教授となってからこのころのことを『私が村の学校でオーケストラを編成した方法』(Як я організував оркестр у сільській школі) という本に記している。学校側と幾度も衝突した後に、 Tyvriv (英語版)にある神学大学で教会音楽とカリグラフィーの教師の職に就いた。彼は大学の聖歌隊の活動だけではなく、アマチュアのオーケストラを組織し、頻繁に大学内のイベントで演奏活動を行った。そこでも、通常神学校で歌われる伝統的な宗教曲のレパートリーに、ミコラ・リセンコや自身による編曲の民謡、あるいは自分のオリジナル曲を加えて演奏した。そのうち一つはタラス・シェフチェンコ の詩『わが明星』(Зоре моя вечірняя) を元に作曲したものだった。。
この時期に出会った、ヴォルィーニの女性クローディア・フェロポンティヴナ・ゾフテヴィッチ(Клавдію Ферапонтівну Жовткевич)と1902年3月22日に結婚した。1903年に娘ガリーナ(Галина)が生まれ、のちに次女イェウヘニヤ(Євгенія) が生まれた。

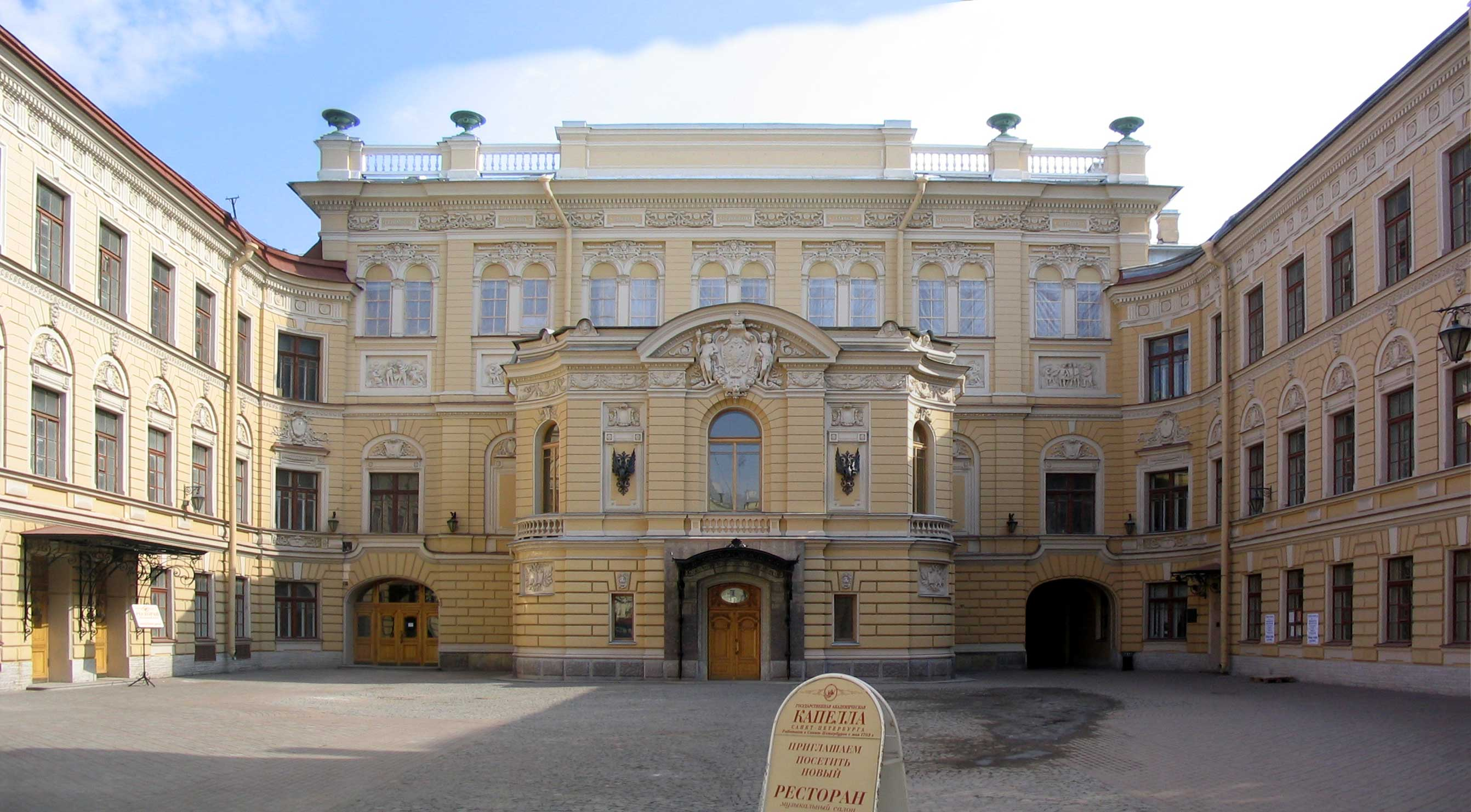
レオントーヴィッチュが1903年と1904年に在籍したレニングラード・アカデミー・ロシア合唱団

レオントーヴィッチュは、経済的な困難から、神学校で教鞭を執るためにヴィーンヌィツャに移住することを受け入れた。彼はそこで再び合唱団を作り、また、後にコンサートバンドも作り、世俗的な音楽と教会音楽の両方を演奏した。1903年には、彼の2作目となる『2作目のポジーリャからの歌集』(Другої збірки пісень з Поділля) を出版し、ミコラ・リセンコに捧げた。
1903年と1904年の神学校の休暇中にサンクトペテルブルクを訪れ、サンクトペテルブルク国立アカデミック・カペラ合唱団が開催したマクシム・ベレゾフスキー、ドミトリー・ボルトニャンスキー、ミハイル・グリンカらによる講義を受講した。そこでは当時有名だったセミョーン・バルモーティン (С.Бармотіним) の音楽理論、和声、ポリフォニーの講義と、O.プザレフスキ (О.Пузаревським) による合唱の講義も受けた。それを経て、1904年4月22日に教会での合唱指揮者の資格を取得した。

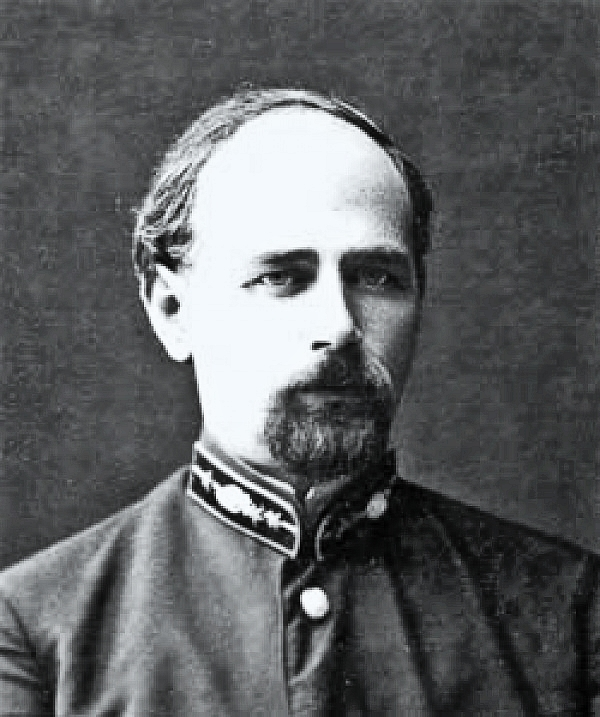
マイコラ・レオントーヴィッチュ肖像写真

大学でも学校側と衝突して再び求職をしており 、1904年の春にポジーリャを離れてウクライナ東部のドンバスに移り、鉄道労働者の子供たちのための学校で声楽と器楽の教師となった。1905年のロシア第一革命の間、集会で歌を披露する合唱団を組織し、そこで演奏した曲には、ウクライナ、ユダヤ、アルメニア、ロシア、ポーランドの民謡からの編曲を含んでいた。この活動が自治体で注目を集め、1908年に生まれ故郷のポジーリャのトゥーリチンに移る。

### トゥーリチン時代
トゥーリチンへ移る前後から、彼の作曲は成熟に達し主要な作品を制作しはじめる。トゥーリチンでは、司祭の娘たちが通うトゥーリチン教区女子大学で声楽と器楽を教えた。そこで彼は、ミコラ・リセンコの弟子で合唱の専門家のキリーロ・ステツェンコに出会う。ステツェンコは当時村の司祭であり、村の近所に住んでいた。二人は生涯の友となり、その関係はレオントーヴィッチュの音楽にも影響を与えた。ステツェンコはレオントーヴィッチュの音楽の最初の批評者であり、「レオントーヴィッチュはポジーリャ出身の有名な音楽家です。彼は多くの民謡を記録し、混声合唱に調和するよう編曲しました。その調和から、彼が優れた合唱の専門家であり、優れた理論研究家でもあることが明らかです」と記している。また、合唱団で演奏する曲目にウクライナの作曲家ミコラ・リセンコ、キリーロ・ステツェンコ、Петро Ніщинський(英語版)に加えて、ミハイル・グリンカ、アレクセイ・ヴェルストフスキー、ピョートル・チャイコフスキーなどの、より有名な音楽に移行していった。
1909年から、音楽理論を学ぶため、ボレスラフ・ヤヴォルスキーに師事した。そのために、以後12年間定期的にモスクワとキエフを訪れた。また、「啓蒙」を意味するプロスウィタ協会と深く関わるようになり、トゥーリチン地域での劇音楽を任されるようになった。
この時期は彼のキャリアの中では最も多産な時期であり、有名な『シュチェドルィック』、『オンドリが歌っている』(Піють півні)、『母には1人娘がいた』(Мала мати одну дочку)、『ちいさなダッカ奏者』(Дударик)、『ああ、星が昇る』(Ой зійшла зоря)などはこの時期の作品である。1914年にステツェンコが、当時指導していたキエフ大学の学生合唱でレオントーヴィッチュの曲を演奏するようアレクサンドル・コシツを説得した。1916年12月26日に行った『シュチェドルィック』の編曲の演奏は、キエフの大衆から大いに評価され、知識人達のレオントーヴィッチュへの関心を高めた。

### キエフ時代

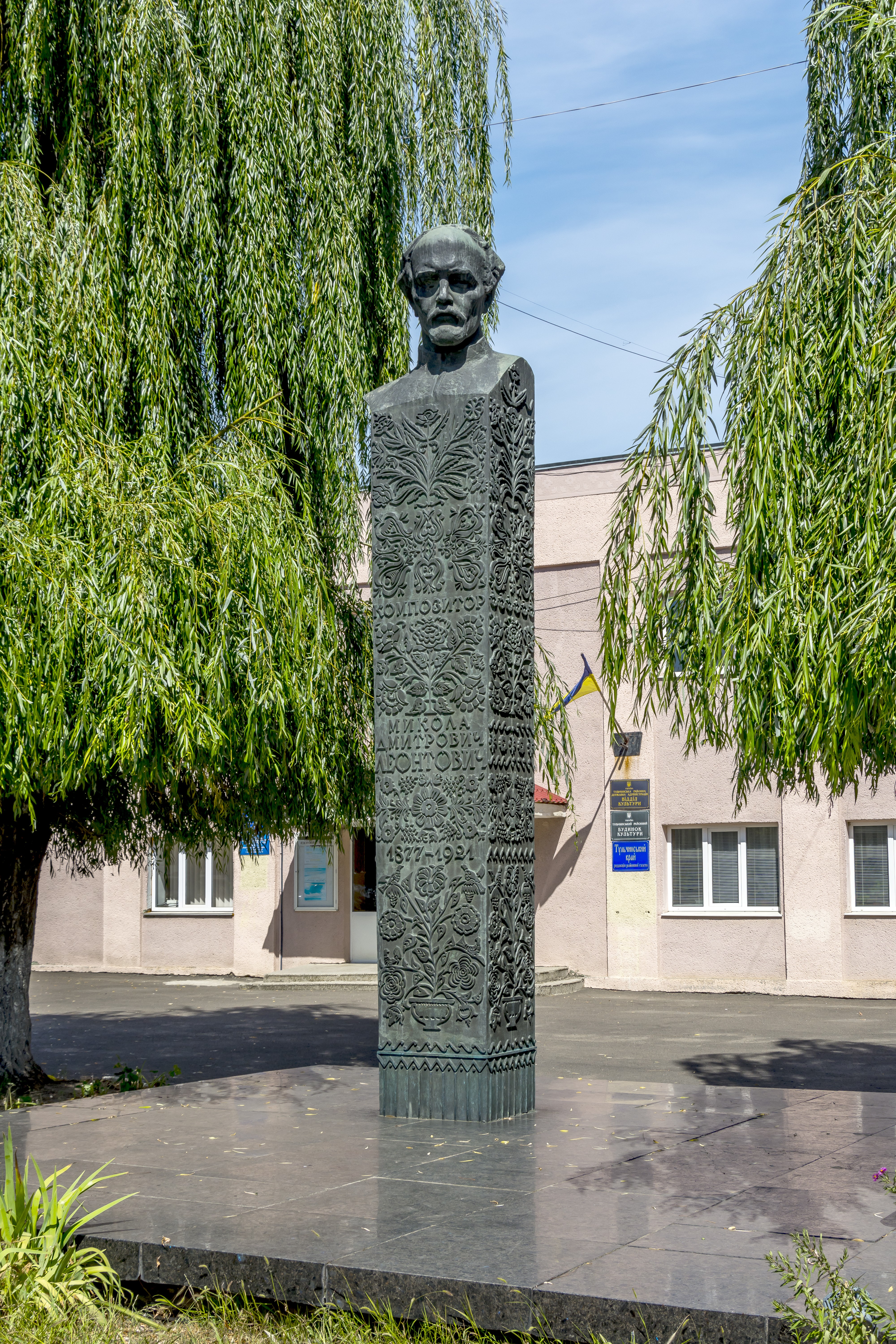
トゥーリチンにあるレオントーヴィッチュ記念碑

十月革命と1918年のウクライナ人民共和国建国の間、レオントーヴィッチュは単身ウクライナの首都であったキエフに移り住み、作曲者、指揮者として活動した。幾つかの作品がプロ、アマチュアのグループのレパートリーに加えられてで人気を博した。1919年の初めには家族もキエフに移り住んだ。また、そのころからグリゴリー・アルチェフスキーと共にキエフ音楽院で合唱指揮を教え始め、さらにミコラ・リセンコ記念キエフ音楽学校でも教え始めた。彼はウクライナ国立交響楽団の主催者の一人であり、ウクライナ共和国カペラ合唱団の設立にも参加した。

### トゥーリチンへの回帰と暗殺
1919年8月31日からのアントーン・デニーキンによるキエフ支配の際に、デニーキン軍はウクライナの知識階級を迫害した。レオントーヴィッチュのいた大学がボリシェヴィキによって閉鎖されたため、彼は市内で最初の音楽学校を始めた。また、ボリス・グリンチェンコのおとぎ話を基にした最初の主要な交響曲作品であるオペラ、『ニンフのイースター』(На Русалчин Великдень)に着手した。
1921年1月22日〜1月23日の夜、レオントーヴィッチュはチェーカー（ソヴィエト連邦の秘密警察）のアファナーシー・グリシェンコ (Афанасієм Грищенком) によって暗殺された。その日はロシア正教会のクリスマスを祝うため、両親の家を訪れていた。（1918年のグレゴリオ暦への改暦により、ユリウス暦の12月25日が1月に該当していた。）チェーカーは覆面をして現れて家に泊めるよう要求し、レオントーヴィッチュと同じ部屋に滞在した。夜明け頃に家族を殺した後にレオントーヴィッチュを撃ち、その数時間後に失血により死亡した。
いくつかの事実から、暗殺の理由は政治的動機と考えられている。ウクライナ独立に向けた、ウクライナ共和国カペラ合唱団の設立やその促進に関わったことにより、多くの敵を作っていた。また、娘のガリーナが後に、レオントーヴィッチュは亡くなる直前に、コンサートの楽譜の中にルーマニアに脱出するための書類を持っていたと回想している。コンサート後の茶話会から戻った後、レオントーヴィッチュは誰かが彼の書類を見たと気づいていた。このことは彼がソヴィエトを脱出しようとしていたことと、ソヴィエトの暗殺者によって殺された事実と共に、政治的理由での暗殺であることを示している。

### 人物
レオントーヴィッチュは自分自身に対して強く批判的で、最初の伝記作家 Олесь Чапківський によると、彼は彼が作曲した合唱曲に満足できず何年間も誰にも見せずに推敲を重ねていた事もあった。彼が二作目のポジーリャの歌曲集を出版した後、気が変わって満足できなくなってしまい、出版した300部全てを自分で買いとって破棄してしまった。
また Чапківський は、レオントーヴィッチュは恥ずかしがり屋なところがある、と書いており、「彼は名声を諦め、注目や広く広告されることを恐れた。」と述べている。Чапківськийはさらに、レオントーヴィッチュの音楽があまり知られることがなかった理由として、彼の嫉妬や競争への恐れ、音楽社会から受け入れられないことへの恐れが挙げている。。
当時のカームヤネツィ＝ポジーリシクィイ州立大学の音楽部長 Зиновій Яропуд はレオントーヴィッチュについて、「彼と同時代の人たちは皆、彼を静かで穏やかな人と呼んだ。彼は国家の革命運動における積極的な指導者ではなく、それは1917年から1921年の間、ウクライナ共和国の非常に少数の闘志溢れる人たちによるものだった。」と書いている。また、政治的に静かではあったが、無関心でもない、とも記している。
レオントーヴィッチュの友人だった О. Бужанський は「彼はいつでもユーモアに溢れていて、皆を涙が出るほど笑わせながら、彼は落ち着いて冷静だった」と記憶を綴っている。

### 宗教観
レオントーヴィッチュは宗教色の強い環境で育った。彼の家系は代々村の司祭をしており、彼自身も正教会の会員だった。カームヤネツィ＝ポジーリシクィイの神学校を卒業しており、彼が教えた生徒達の多くは、正教会のキリスト教聖職者達だった。
彼は、専門的な神学教育を受けていたこともあり、1918年に再設立されたウクライナ独立正教会の設立、再承認の活動に歩調を合わせていた。その時期の作品は、キリーロ・ステツェンコ（レオントーヴィッチュの親友であり正統派の司祭で作曲家）やアレクサンドル・コシツに倣った、新しい宗教音楽が豊富になった。この頃の作品として、『キリストの復活』(На воскресіння Христа)、『ほめたたえよ主の御名を』(Хваліте ім’я Господнє)、『ああ、神の栄光』(Світе тихий)などがある。 1919年5月22日にキエフ・ペチェールシク大修道院で執り行われた、レオントーヴィッチュ作曲による典礼はウクライナにおける典礼音楽における主要な節目となった。

## 記念事業

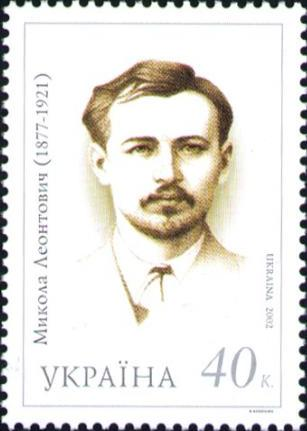
ウクライナで発行されたレオントーヴィッチュの記念切手

レオントーヴィッチュの死の9日後、1921年2月1日に、キリスト教の伝統に倣い、多くの芸術家、教授、ミコラ・リセンコ記念キエフ音楽学校の生徒たちが彼のために集った。彼らはミコラ・レオントヴィッチ祈念委員会を設立し、それが後にミコラ・レオントヴィッチ音楽協会となり、1928年までウクライナの音楽を宣伝した。
ウクライナの著作家で、ウクライナ・ソビエト社会主義共和国の政治家だったパブロ・ティキナはレオントーヴィッチュの崇拝者であり、レオントーヴィッチュの死について散文を残している。詩人のマクシム・リンスキーとマイコラ・バザンも彼に詩を送っている。
レオントーヴィッチュの名前は、レオントーヴィッチュ・バンドゥリスト・カペラなどの音楽団体や、ヴィーンヌィツャ芸術文化大学などの教育機関の名前に付けられている。キエフを含む幾つかの街に彼の名前を付けた通りが存在している。トゥーリチンには彼の記念博物館があり、1977年には、彼が埋葬されたマルキフカ村にもう一つ別に博物館が設立されている。
2002年、レオントーヴィッチュ生誕125周年を記念して、カームヤネツィ＝ポジーリシクィイ市は「マイコラ・レオントーヴィッチュと現代教育科学」と題して、ウクライナ教育科学省、作曲家連合、および多くの地方自治体からゲストを招いて全ウクライナ科学会議を開催した。

## 音楽
レオントーヴィッチュはアカペラ合唱音楽を専門としていた。彼の手による音楽作品は150を超える合唱曲を含んでおり、彼自身がそれらの作品によって認知されている。作品には、民謡の編曲、典礼を含む宗教曲、カンタータ、ウクライナの詩人による詩に合わせた合唱曲などを含んでいる。最もよく知られている彼の作品はシュチェドルィックとドゥダリクが挙げられる。
彼はウクライナの神話と、ボリス・フリンチェンコ (Борис Дмитрович Грінченко) の詩を基にしたオペラ、『ニンフのイースター』(На Русалчин Великдень)の製作に取り掛かっていた。1920年の終わりには第三幕まで製作していたが、オペラが完成するよりも前に暗殺されてしまった。オペラを完成させる試みがウクライナの作曲家ムィハーイロ・ヴェリキフスキー(Михайло Іванович Вериківський)によって行われた。また、作曲家ミロスラフ・スコリク(Мирослав Михайлович Скорик)と詩人の Diodor Bobyr は、未完成のオペラの素材を使って1幕のオペレッタを製作した。これはレオントーヴィッチュ生誕100年の1977年にウクライナ国立歌劇場で公演された。また、2003年4月11日にはトロントにてアメリカ大陸での初演が行われた。
レオントーヴィッチュの音楽は、ウクライナクラシック音楽の父と言われるミコラ・リセンコ の影響を強く受けている。レオントーヴィッチュは、カームヤネツィ＝ポジーリシクィイの神学校の学生だった頃からリセンコを賞賛していた。また、それ以降どこにいるときでも、リセンコの曲を演奏し続けた。

### シュチェドルィック/キャロル・オブ・ザ・ベル

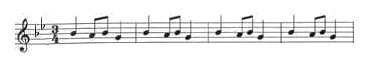
曲中に繰り返し現れる4音からなるモチーフ

レオントーヴィッチュの作品の中でシュチェドルィックは最もよく知られている。英語の歌詞を付けたキャロル・オブ・ザ・ベルはクリスマスに歌われる曲としてさらに広く知られている。
この曲は4音のオスティナートをモチーフとした作品であり、150以上の翻訳、編曲が存在する。ウクライナ語のシュチェドルィックでは、各小節でアクセントの変化により3/4拍子と6/8拍子のヘミオラを用いていた。これは英語に翻訳されたものでは失われてしまっている。英語圏では1936年に出版された Peter Wilhousky (英語版)による編曲がもっともよく知られており、それ以外にも M. L. Holman による1947年、1957年、1972年の編曲が知られている。
この歌は映画やテレビで繰り返し使われてきた。全米映画興行収入ランキングにランクインしたサンタクローズ、ホーム・アローン、ウィル・ヴィントン監督による人気映画 A Claymation Christmas Celebrationでは直接使用されており、ドラマ The O.C.(英語版)のエピソード「ほとんどなかったクリスマカー」(The Chrismukkah That Almost Wasn't) では『キャロル・オブ・ザ・ニャーズ』(Carol of the Meows) というパロディ作品が使われている。ミサでは近代化されたバージョンのキャロル・オブ・ザ・ベルが演奏されており、ウィーン少年合唱団などクラシック音楽のグループや、ケルティック・ウーマンのような伝統的な音楽グループ、ポップ音楽のシンガーやグループ（ジェシカ・シンプソン、デスティニーズ・チャイルド）に至るまで、歌のスタイルやジャンルを超えて幅広く演奏されている。

### 音楽の様式
レオントーヴィッチュは独自の様式を確立していた。多くの作品に「明確な模倣対位法の使用と印象主義的な和声が用いられている」。彼は自分の音楽が感覚、特に視覚に強く訴えることを望んでおり「私はあなたがどの色を高音に、どの色を低音に当てはめているか興味がある。自分でもよく、音と色の結びつきをどうするか考える。」と述べている。彼の合唱曲は、豊かなハーモニー、歌声による多声音楽、模倣を特徴としている。初期に行っていた民謡の編曲は、主にメロディーを有節にするものだった。作曲の経験を積むにつれ合唱の構造と民謡の編曲は、より頻繁に歌詞と結びつくようになっていった。
レオントーヴィッチュによるウクライナの民謡の編曲は、民謡の歌詞とメロディーの組み合わせを元に、芸術的に独立した合唱曲を数多く生み出している。彼は、すべてのストロペーを新しく異なるものにするウクライナのコブザールの即興演奏の伝統に倣った。また、所望する感情や肉体的感覚を得るために、ハミングや歌手の声の音色の変動性を利用した。
彼が作る曲の主なテーマは、日常生活に関する合唱音楽であり、実際の行動や出来事を反映しているものが多くみられる。たとえば、『ああ、あの山を越えて』(Ой там за горою)では、まずソロのテノールからはじまり、徐々に合唱の他のパートを追加することで、キャロリングに新しく歌手が加わった様子を反映している。その後パートごとに歌う部分の入れ替えが始まり、華やかな大晦日の雰囲気を再現している。

### 公演と知名度
彼の自己批判的で恥ずかしがり屋の性格から、生前はほぼ、彼の音楽を自分自身に留めており、彼自身のコンサート中にのみ演奏されていた。レオントーヴィッチュを最初に評価したのは、友人であり、司祭兼音楽家のキリーロ・ステツェンコだった。ステツェンコはレオントーヴィッチュを「合唱と理論研究両方に優れた音楽家である」と書いている。ステツェンコはキエフ音楽院でレオントーヴィッチュの曲を演奏するよう説得し、レオントーヴィッチュが広く知られるきっかけを作った。「シュチェドルィック」のデビューに成功して、キエフの合唱音楽の専門家やファンの間でレオントーヴィッチュの人気が高まり、キエフ音楽院のボレスラフ・ヤヴォルスキーも彼が新しく曲を作ると、積極的に評価するようになった。また、別のコンサートでは、ミコラ・ヴォロニーの詩にレオントーヴィッチュの作曲したレヘンダが人気を博した。
ミコラ・リセンコは、レオントーヴィッチュのポジーリャからの第二の曲集を批評したのちに以下のように述べている「レオントーヴィッチュは独特の輝かしい才能を持っている。彼の手による編曲に、音節の分離と声の動きを見つけた。それはのちに複雑に絡み合った音楽ネットワークとなっていった。」
レオントーヴィッチュの音楽の人気が高まると、ウクライナ人民共和国の長だったシモン・ペトリューラが支援するようになった。ペトリューラはウクライナの認知と文化を促進するため、二つの合唱団を作って経済的に支援した。一つはキリーロ・ステツェンコが率いてウクライナ全土の演奏ツアーを行った。また、アレクサンドル・コシツが率いたウクライナ共和国カペラ合唱団は、ヨーロッパとアメリカへのツアーを行った。その活動により、レオントーヴィッチュは西側で知られるようになり、フランスでは「ウクライナのバッハ」という愛称で呼ばれるようになった。1921年10月5日、カペラはニューヨークのカーネギーホールでシュチェドルィックを演奏した。1936年に、NBCラジオで働いていた民族的にウクライナの Peter Wilhousky がシュチェドルィックに独自の英語の歌詞を書き、それがのちにキャロル・オブ・ザ・ベルとして知られるようになった。 
シュチェドルィックとキャロル・オブ・ザ・ベルを別にすると、レオントーヴィッチュの音楽はほとんどがウクライナ国内で演奏されており、彼の曲特化した録音もあまりない。しかしウクライナのディアスポラは彼と彼の音楽をよく覚えており、例えばカナダ、マニトバ州のウィニペグを中心に活動するアレクサンドル・コシツ合唱団は、レオントーヴィッチュを含むウクライナの作曲家による曲を演奏し、録音も行っている。

### 注記
1. ↑  ユリウス暦では12月1日。
2. 1 2 3 4 5  いずれも日本語での出版がなく曲名、人名について日本語定訳なし。
3. ↑  "боявся галасу", боявся=彼が心配していた галасуは、雑音、抗議の声、動揺、急かす、煽り立てるなどを意味する。言い換えると、彼は名声＝有名になることそのものを恐れていた。
4. ↑  翻訳元の記述 "всі його сучасники називали тихою, лагідною людиною. Він не був активним лідером національно-революційного руху, який вияскравив у 1917–1921 роки ціле гроно видатних борців за Українську республіку"
5. ↑  翻訳元のテキスト:"Мене цікавить, які кольори ви використали для високих тонів, а які для низьких. Я сам часто думаю над тим, щоб поєднати звук і колір."
6. ↑  翻訳元のテキスト "Леонтович має оригінальний, яскравий дар. Я знайшов у цих обробках самостійні ходи, рух голосів, які потім розвивалися в геніально сплетену музичну мережку"